# Aeropuerto de Croydon
El aeropuerto de Croydon (antiguo código de la OACI: EGCR) fue el principal y único aeropuerto internacional del Reino Unido durante el periodo de entreguerras. Situado en Croydon, en el sur de Londres, Inglaterra, se inauguró en 1920 y se desarrolló como el principal aeropuerto británico, con una capacidad de carga, correo y pasajeros superior a la de cualquier otro aeropuerto del país en ese momento. Entre las innovaciones implementadas en este aeropuerto, pueden encontrarse el primer control de tráfico aéreo del mundo y la primera terminal aeroportuaria. Durante la Segunda Guerra Mundial, el aeropuerto recibió el nombre de RAF Croydon, ya que su función pasó a ser la de un aeródromo de combate durante la batalla de Inglaterra; y en 1943 se fundó el RAF Transport Command en el lugar, que utilizaba el aeropuerto para transportar miles de tropas.
Después de la Segunda Guerra Mundial, su papel volvió a la aviación civil, pero el papel del principal aeropuerto internacional de Londres pasó al Aeropuerto de Heathrow. El aeropuerto de Croydon cerró en 1959. Fue conocido bajo ocho nombres diferentes mientras estuvo activo.
En 1978, el edificio de la terminal y el Gate Lodge recibieron protección como monumentos clasificados de grado II. En mayo de 2017, Historic England elevó el estatus del edificio de la terminal a grado II*. Debido a su mal estado, el Gate Lodge está ahora clasificado como Patrimonio en Riesgo por Historic England.